# Shirakawa (miasto)
Shirakawa (jap. 白河市 Shirakawa-shi) – miasto w Japonii, na wyspie Honsiu, w prefekturze Fukushima. Ma powierzchnię 305,32 km². W 2020 r. mieszkało w nim 59 491 osób, w 23 728 gospodarstwach domowych  (w 2010 r. 64 704 osoby, w 22 697 gospodarstwach domowych) .

## Położenie
Miasto leży w południowej części prefektury Fukushima.

## Historia
Shirakawa otrzymała status miasta 1 kwietnia 1949.

## Miasta partnerskie
- Francja: Compiègne